# 艾爾斯鎮區 (伊利諾伊州尚佩恩縣)
艾爾斯鎮區（英語：Ayers Township）是位於美國伊利諾伊州尚佩恩縣的一個行政鎮區。

## 地方資料
根據2010年美國人口普查的數據，艾爾斯鎮區的面積為59.30平方千米，當中陸地面積為59.30平方千米，而水域面積為0.00平方千米。當地共有人口455人，而人口密度為每平方千米7.67人。